# Expérience de Rosenhan
Ne doit pas être confondu avec Expérience de Rosenthal.
 (juin 2024).
Si vous disposez d'ouvrages ou d'articles de référence ou si vous connaissez des sites web de qualité traitant du thème abordé ici, merci de compléter l'article en donnant les références utiles à sa vérifiabilité et en les liant à la section « Notes et références ».
En psychologie, l’expérience de Rosenhan, menée par le psychologue David Rosenhan en 1973, porte sur la validité du diagnostic psychiatrique. Son étude a été publiée dans la revue Science sous le titre « On Being Sane in Insane Places » (« Être sain d'esprit dans des lieux fous »). Elle est considérée comme une critique importante et influente des diagnostics psychiatriques, d'où sa renommée.
L'étude de Rosenhan est composée de deux parties. La première implique la participation d'associés en bonne santé mentale, les « pseudo-patients », qui simulent des hallucinations auditives brèves dans le but d'être admis dans douze hôpitaux psychiatriques des États-Unis, répartis dans cinq États différents du pays. Ils ont tous été admis et reconnus souffrant de désordres psychiatriques. Après leur admission, ils agissent normalement et déclarent au personnel soignant qu'ils se sentent bien, et n'ont plus d'hallucination du tout. Le personnel de l'hôpital échoue dans chaque cas à détecter la supercherie, et reste au contraire persuadé que tous les pseudo-patients montrent les symptômes d'une maladie mentale. 
La seconde partie consiste à demander au personnel d'un hôpital psychiatrique d'identifier de faux patients dans un groupe qui n'en comporte pas. Le personnel soignant détecte faussement comme imposteurs un grand nombre de vrais malades.
La conclusion de l'étude est que les humains ne peuvent pas distinguer les personnes saines des personnes atteintes de pathologies mentales dans les hôpitaux psychiatriques. Elle illustre également les dangers de la déshumanisation et de l'étiquetage dans les établissements psychiatriques. L'étude suggère de remettre en cause la nature du diagnostic porté par les personnels de santé dans les hôpitaux psychiatriques, en prenant en compte les effets induits de l’institution sur les sujets concernés.

## Les pseudo-patients
Rosenhan et sept associés en bonne santé mentale, appelés les « pseudo-patients », ont tenté de se faire admettre dans un hôpital psychiatrique en appelant pour prendre un rendez-vous, et en feignant des hallucinations auditives. Le personnel de l'hôpital n'était pas au courant de l'expérience. Les pseudo-patients étaient un étudiant en psychologie d'une vingtaine d'années, trois psychologues, un pédiatre, un psychiatre, un peintre et une femme au foyer. Aucun n'avait eu de maladie mentale par le passé. Ils utilisaient des pseudonymes, et ceux ayant un métier en rapport avec la santé mentale ont menti sur leur profession, pour ne pas induire de traitement spécial ou de soupçon de la part du personnel soignant. Tous les autres aspects de leur biographie ont été rapportés correctement.
Durant leur évaluation psychiatrique initiale, ils ont déclaré entendre des voix du même sexe qu'eux, souvent indistinctes, semblant parfois prononcer les mots « empty » (« vide »), « hollow » (« vain » ou « creux »), « thud » (mot signifiant « bruit sourd ») et c'est tout. Ces mots avaient été choisis pour leur connotation, qui pouvait vaguement suggérer une crise existentielle, ainsi que pour l'absence de littérature publiée référençant ces mots comme des symptômes psychotiques. Ils n'ont déclaré aucun autre symptôme que ces hallucinations auditives. En cas d'admission, les instructions étaient d'« agir normalement », de rapporter qu'ils se sentaient bien et n'entendaient plus de voix. Les dossiers médicaux, obtenus après l'expérience, ont indiqué que tous les pseudo-patients étaient amicaux et coopératifs avec le personnel.
Ils ont tous été admis, dans douze hôpitaux psychiatriques à travers les États-Unis, dans des hôpitaux ruraux sous-financés ou délabrés, des hôpitaux urbains ou des CHU avec d'excellentes réputations, et même une clinique privée coûteuse. Bien que présentant des symptômes identiques, 11 furent diagnostiqués schizophrènes dans les hôpitaux publics, alors que le patient admis en clinique privée était déclaré atteint de psychose maniaco-dépressive (ce dernier diagnostic est plus optimiste, ayant l'un des meilleurs pronostics cliniques). La durée de leur internement a été de 7 à 52 jours, avec une moyenne de 19 jours. Ils ont tous été libérés avec un diagnostic de schizophrénie « en rémission », ce que Rosenhan interprète comme le signe qu'une maladie mentale est perçue comme irréversible et créant une stigmatisation à vie, plutôt que comme une maladie guérissable.
Chaque pseudo-patient prenait ouvertement de nombreuses notes sur le comportement du personnel et sur les autres patients. Malgré cela, aucun membre du personnel n'a soupçonné l'imposture, contrairement aux autres patients qui ont identifié les imposteurs. Dans les trois premières hospitalisations, 35 des 118 patients ont exprimé leurs doutes sur la bonne santé des sujets, et certains ont suggéré qu'ils pouvaient être des chercheurs ou des journalistes enquêtant sur l'hôpital.
Les dossiers des hôpitaux ont indiqué que le personnel interprétait chaque comportement d'un pseudo-patient comme une manifestation de la maladie mentale. Par exemple, une infirmière a indiqué dans ses rapports que cette prise de notes consistait en un « travail d'écriture » et qu'elle la considérait comme pathologique. La biographie normale des patients a été réécrite, interprétée dans les dossiers des hôpitaux suivant les lignes attendues, c'est-à-dire suivant les théories dominantes de l'époque sur l'étiologie de la schizophrénie.
Il était prévu que les pseudo-patients sortent de l'hôpital par leurs propres moyens, mais quand il fut devenu clair que les délais de libération ne seraient pas courts, un avocat a été appelé en urgence. Une fois admis et diagnostiqués, les pseudo-patients n'ont pas pu obtenir leur libération à moins d'accepter le verdict du psychiatre, de reconnaître être mentalement malade, et de commencer à prendre des antipsychotiques. Ils jetaient leurs médicaments dans les toilettes à l'insu du personnel. Personne n'a noté qu'ils ne prenaient pas leurs médicaments, mais certains membres du personnel ont noté que des patients le faisaient.
Rosenhan et les autres pseudo-patients ont rapporté une importante déshumanisation, une invasion dans leur vie privée, et beaucoup d'ennuis durant leur hospitalisation. Les biens personnels étaient fouillés régulièrement, et ils ont parfois été observés durant l'usage des toilettes. Ils ont rapporté que le personnel, bien intentionné globalement, objectivait et déshumanisait les patients, discutant longuement entre eux à leur sujet, en leur présence mais comme s'ils n'étaient pas là, évitant les interactions directes avec les patients sauf le strict nécessaire à l'exercice de leur charge. Des membres du personnel étaient enclins à la violence verbale, voire physique envers les patients lorsque les autres membres du personnel n'étaient pas là. Un groupe de patients discutait devant la cantine pour passer le temps en attendant son ouverture. Un docteur, devant ses étudiants, a affirmé qu'ils présentaient le symptôme psychiatrique d'« acquisition orale ». La moyenne des contacts avec les docteurs était de 6,8 minutes par jour.
« I told friends, I told my family, 'I can get out when I can get out. That's all. I'll be there for a couple of days and I'll get out.' Nobody knew I'd be there for two months… The only way out was to point out that they're [the psychiatrists] correct. They had said I was insane, 'I am insane; but I am getting better.' That was an affirmation of their view of me. »
— David Rosenhan, The Trap, BBC

« J'ai dit à mes amis, j'ai dit à ma famille, « Je peux sortir quand je peux sortir, c'est tout. Je serai là pour quelques jours et je sortirai. » Personne ne savait que je resterais deux mois… La seule façon de sortir a été de confirmer qu'ils [les psychiatres] avaient raison. Ils ont dit que j'étais malade, « Je suis malade mais je vais mieux ». C'était l'affirmation de leur point de vue sur moi. »
— The Trap, BBC

## Les imposteurs inexistants
Ayant entendu parler des résultats de l'expérience initiale, les membres d'un CHU reconnu ont affirmé que de telles erreurs n'auraient pas pu se produire dans leur établissement. Rosenhan a alors pris contact avec eux et leur a proposé d'identifier le ou les pseudo-patients qui allaient tenter de se faire admettre au cours des trois mois suivants. Le personnel médical devait pour chaque admis déterminer s'il était imposteur ou s'il était vraiment malade. Sur les 193 patients, 41 personnes ont été considérés comme des imposteurs et 42 suspects.
Le problème est que le Dr Rosenhan n'a envoyé aucun pseudo-patient. Les personnes que le CHU a qualifiées d'imposteurs étaient innocentes et probablement d'authentiques patients. Cela a conduit à la conclusion que « tout procédé de diagnostic qui se prête trop facilement à des erreurs massives de ce genre ne peut pas être fiable ». Des études menées par d'autres sur la problématique des diagnostics ont eu des résultats similaires[réf. souhaitée].

## Expériences similaires
Le comédien romain Plaute a écrit une pièce en 200 av. J.-C. intitulée Menaechmi, dans lequel un personnage feint des symptômes de maladie mentale. Il trompe avec succès un médecin, qui interprète toutes ses réactions comme symptomatiques d'une maladie mentale.
Maurice K. Temerlin a réparti 25 psychiatres en deux groupes et leur a fait écouter un enregistrement de la voix d'un acteur jouant une personne normale. Il a dit à un groupe que l'acteur était « très intéressant, car il avait un aspect névrotique, mais presque psychotique » et n'a rien dit à l'autre groupe. 60 % du premier groupe a diagnostiqué une psychose, majoritairement la schizophrénie, et aucun de l'autre groupe.
En 1988, Loring and Powell ont donné à 290 psychiatres une transcription d'une interview d'un patient. Ils ont dit à la moitié d'entre eux que le patient était noir et à l'autre moitié que le patient était blanc. Ils ont abouti aux conclusions suivantes : « Les cliniciens semblent attribuer la violence, la suspicion et la dangerosité aux clients noirs, quand bien même l'étude de cas est la même que pour les clients blancs. »
En 2008, au cours de l'émission scientifique Horizon, diffusée par la BBC, l'expérience nommée How Mad Are You? (Jusqu'à quel point êtes-vous fou ?) a été réalisée. Il s'agissait de présenter dix personnes à trois experts en santé mentale, et de leur demander d'identifier les cinq d'entre eux ayant été préalablement diagnostiqués malades mentaux. 

## Impact et controverse
Rosenhan publie ses conclusions dans la revue Science, critiquant la fiabilité du diagnostic psychiatrique et la déshumanisation et la nature dégradante des soins aux patients rencontrés par ses associés au cours de l'étude. L’article suscite la controverse.
L’une des critiques est que le diagnostic psychiatrique dépend en grande partie des symptômes visibles, et qu'il n'est pas évident de distinguer une simulation d'une véritable manifestation de ceux-ci, tout comme certains symptômes médicaux ne sont pas évidents à déceler. Le psychiatre Robert Spitzer publie par exemple en 1975 dans une critique de l'étude de Rosenhan : « Si je devais boire une pinte de sang, puis taisant cela, me précipiter aux urgences de n'importe quel hôpital en vomissant du sang, le diagnostic du personnel serait parfaitement prévisible. S'ils me diagnostiquaient et me traitaient pour un ulcère gastro-duodénal, je doute que je pourrais soutenir de façon convaincante que la science médicale ne sait pas comment diagnostiquer mes symptômes. »
C'est la tendance à s'accrocher à un diagnostic, puis interpréter toutes les données suivantes pour les faire coller avec ce diagnostic qui est au cœur de la critique du diagnostic psychiatrique de Rosenhan. Il n'émet aucune critique quant au fait que les simulateurs aient été admis, mais Rosenhan affirme que si une hypothèse de schizophrénie peut être maintenue malgré une observation prolongée de la santé mentale apparente du patient, alors le diagnostic lui-même est essentiellement dénué de sens.
En 2019, les investigations de la journaliste Susannah Cahalan la mènent à considérer que certains de ces résultats étaient “embellis” voire falsifiés pour rendre la thèse de l’anti-psychiatrie plus séduisante. Elle fut notamment incapable de retrouver la trace de certains pseudo-patients, le retour positif de l'un d'eux fut écarté de l'étude et Rosenhan avait tenu lui-même lors de son admission des propos plus inquiétants (paranoïaques et suicidaires) que l’évocation de simples hallucinations auditives,,,.

### Sources
- (en) Lauren Slater, Opening Skinner's Box : Great Psychological Experiments of the Twentieth Century, New York, W. W. Norton, 2004, 1re éd., 276 p. (ISBN 978-0-393-05095-0, LCCN 2003018199), p. 64–94